# Битцен
Битцен (нем. Bitzen) — община в Германии, в земле Рейнланд-Пфальц. 
Входит в состав района Альтенкирхен-Вестервальд. Подчиняется управлению Хам (Зиг).  Население составляет 792 человека (на 31 декабря 2010 года). Занимает площадь 2,30 км².